# Exposición Internacional de Plovdiv (1985)
La Exposición Especializada de Plovdiv (1985) estuvo regulada por la Oficina Internacional de Exposiciones y tuvo lugar del 4 al 30 de noviembre de 1985 en Plovdiv, Bulgaria.
Esta exposición tuvo como tema "Las creaciones de los jóvenes inventores".

## Datos
- Países participantes: 86.
- Visitantes: 1.000.000.